# جامع ساري
جامع ساري (بالفارسية: مسجد جامع ساری) مرتبط بالقاجاريون ويقع في ساري، محافظة مازندران، إيران. هذا المسجد تم الحريق في2018 يوليو 12.

## معرض الصور

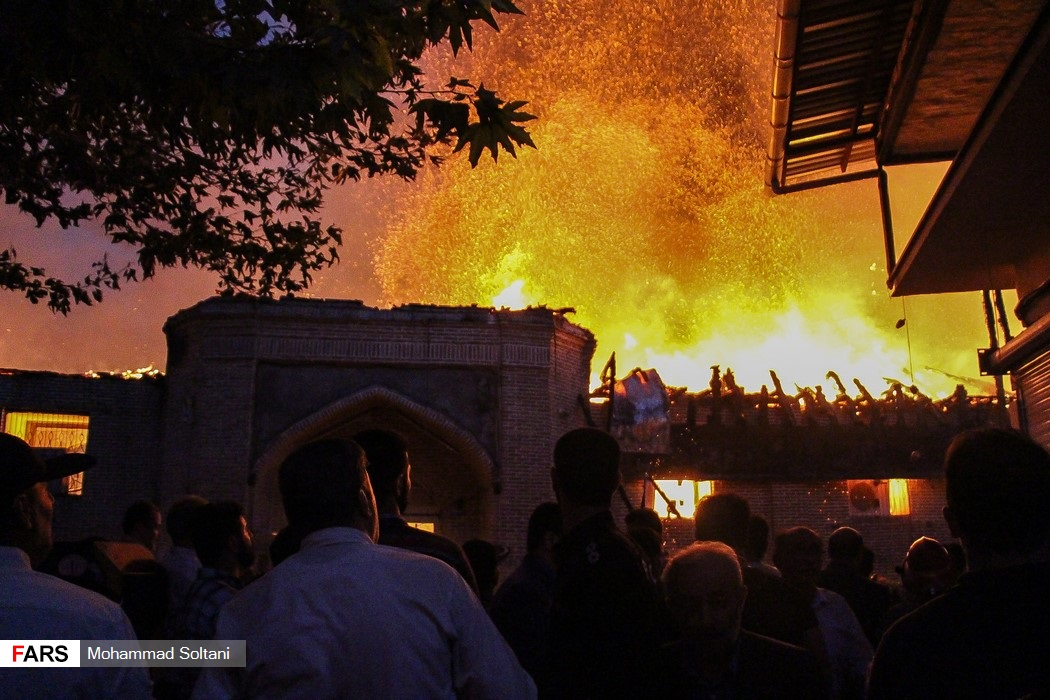
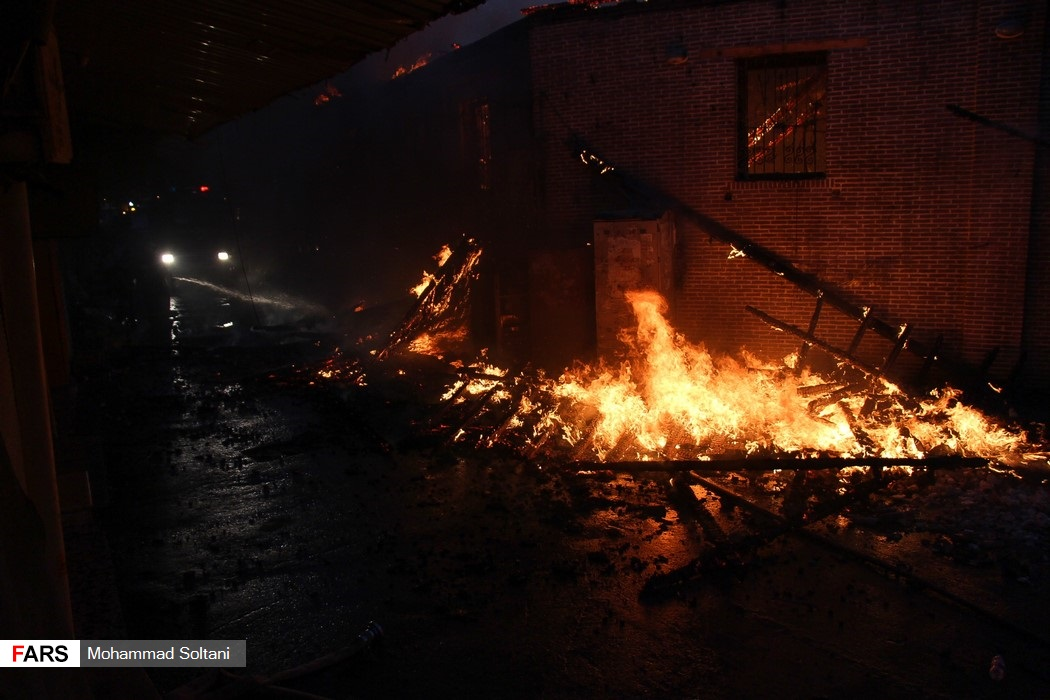
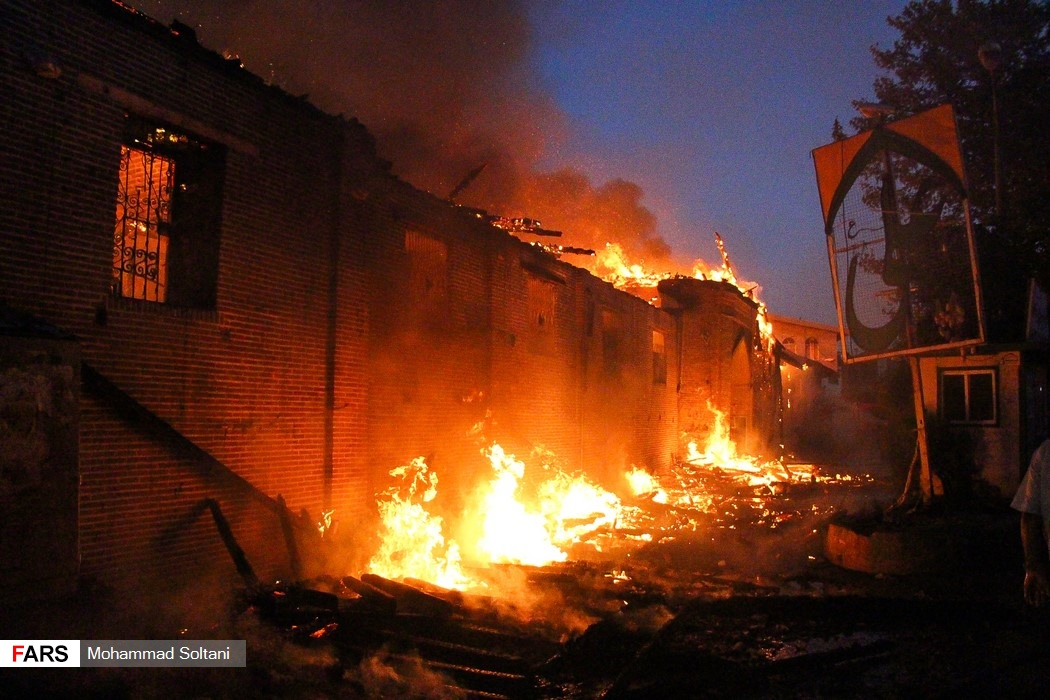
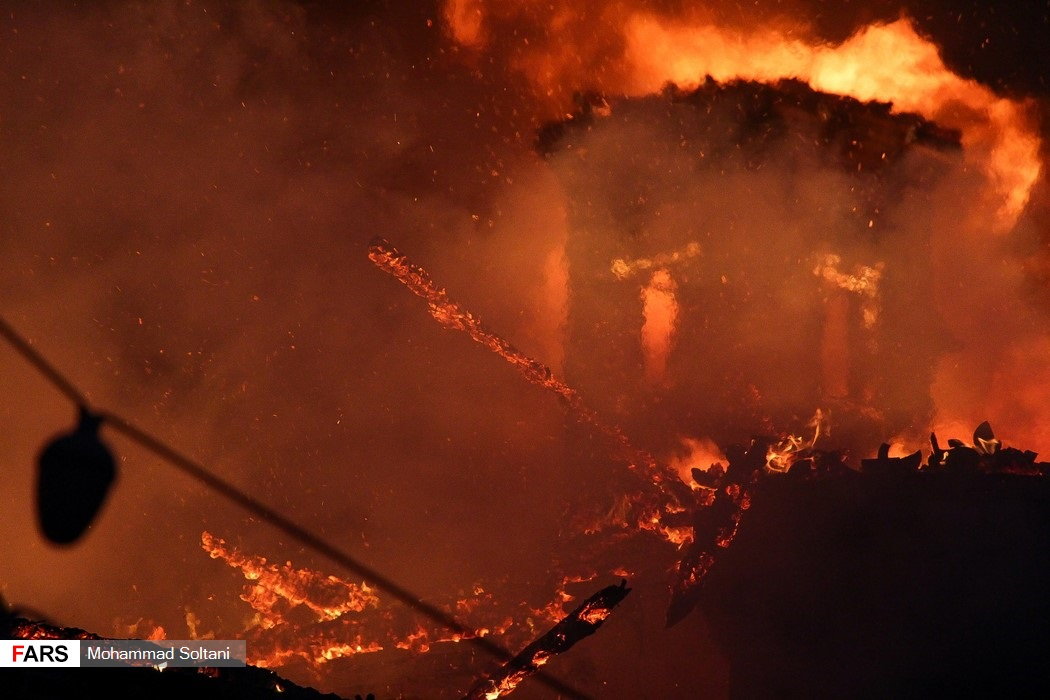
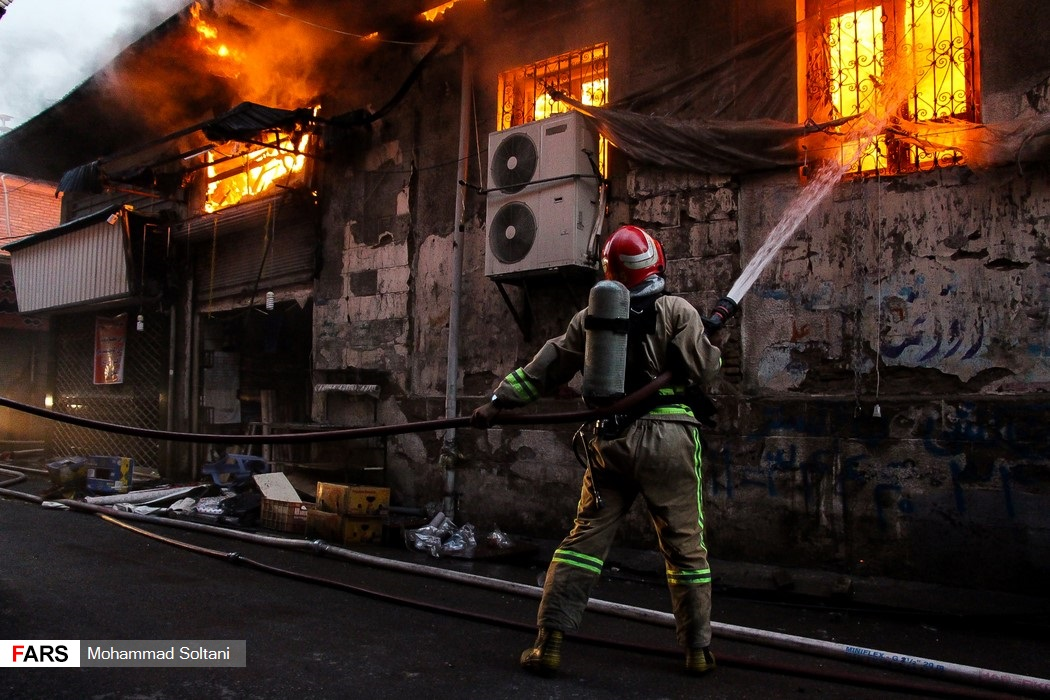
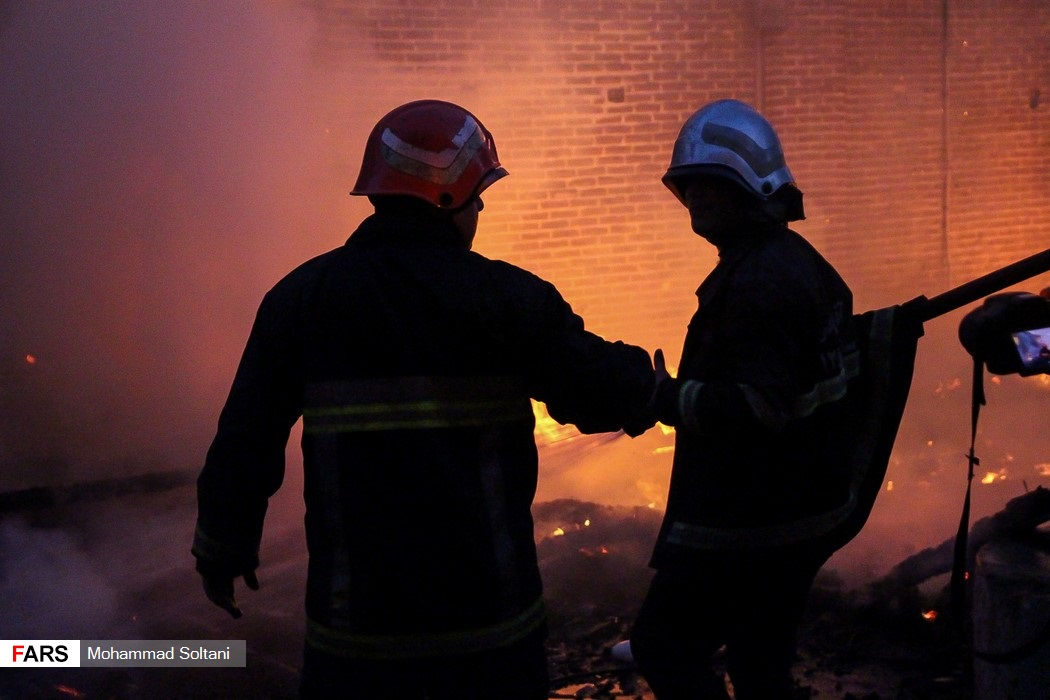
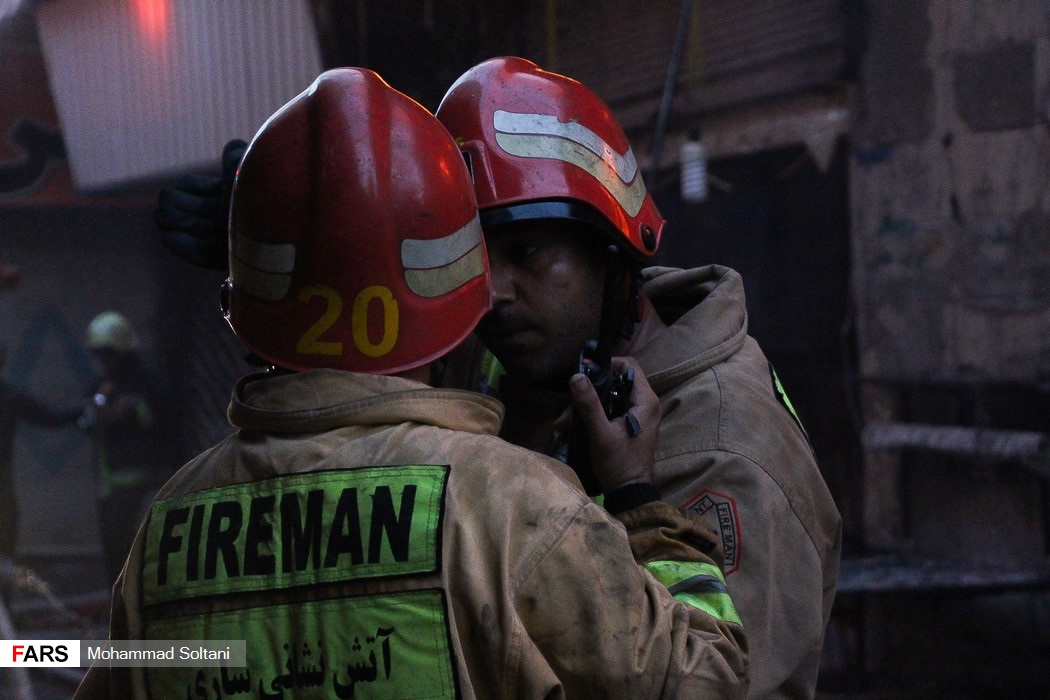
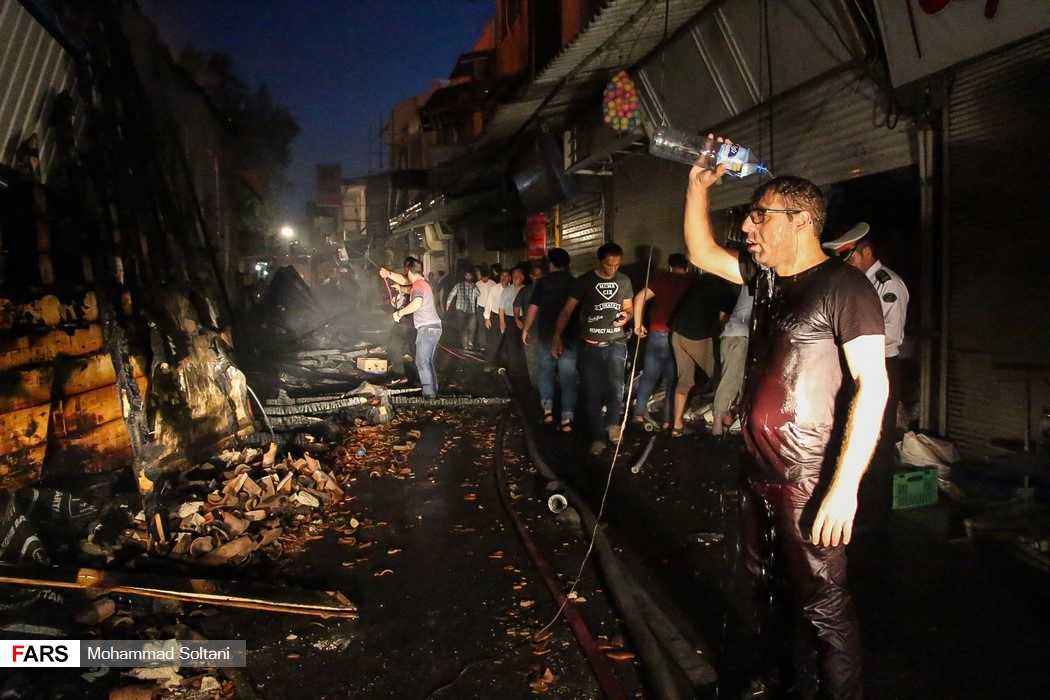
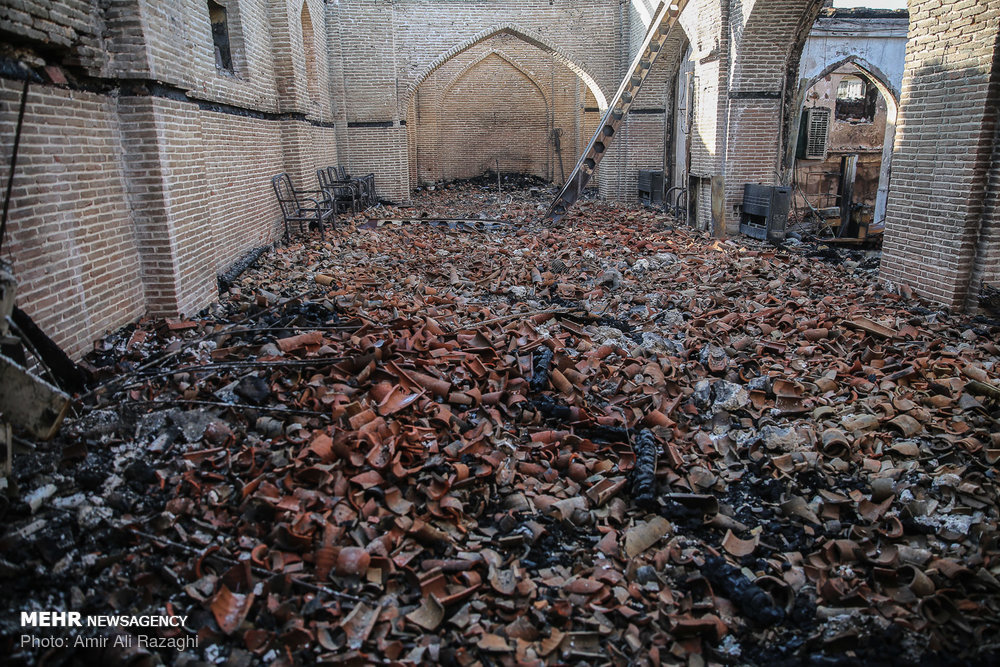
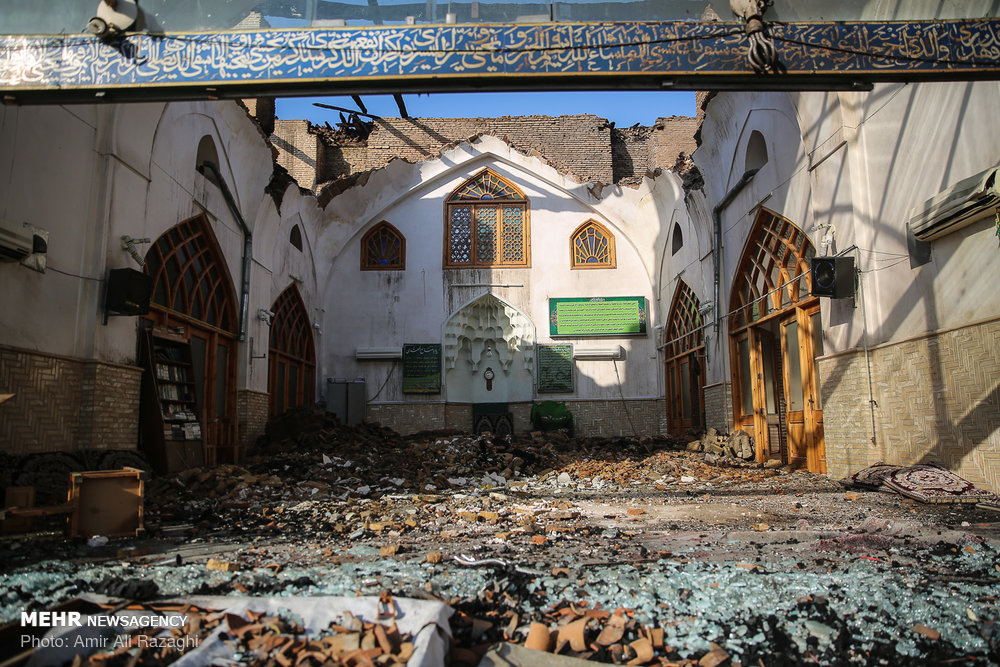
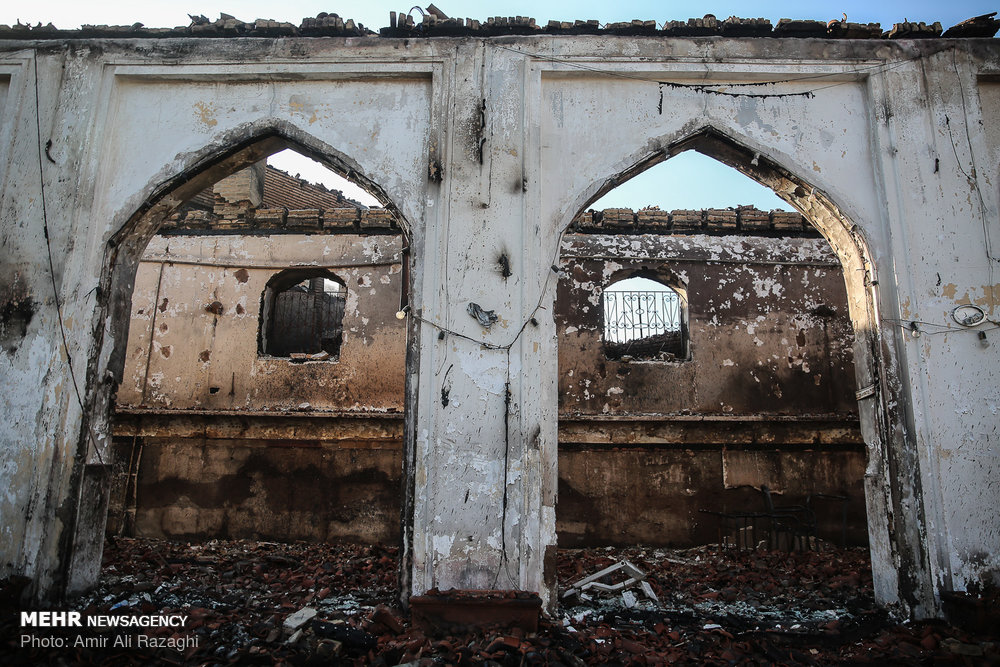
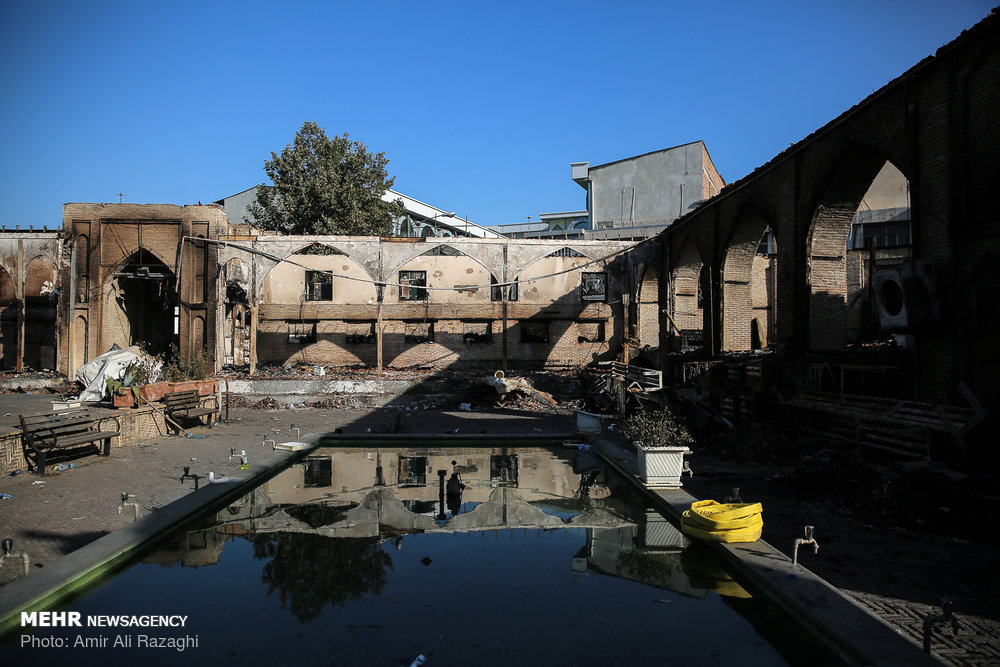